# Klępnica (przystanek kolejowy)
Klępnica – przystanek osobowy w Klępnicy, w województwie zachodniopomorskim, w Polsce. Na przystanku stają pociągi osobowe relacji Runowo Pomorskie - Białogard.

## Ruch pasażerski
| Rok  | Wymiana pasażerska na dobę |
| ---- | -------------------------- |
| 2017 | 0-9                        |
| 2022 | 0-9                        |